# Просто поворот судьбы
«Просто поворот судьбы» (англ. A Simple Twist Of Fate) — кинофильм, мелодрама режиссёра Гиллиса МакКиннона. Экранизация романа Джордж Элиот "Сайлес Марнер".

## Сюжет
Супруга учителя Майкла Маккана сообщает ему, что она беременна от другого мужчины. Их брак распадается и Майкл уезжает в другой город. Его страсть это нумизматика. Случается так, что в его дом проник вор и украл единственную ценность — коллекцию золотых монет. Майкл окончательно разочаровывается в людях и замыкается в себе.
Во время снежной бури недалеко от дома Майкла замерзает наркоманка. Её маленькая дочь чудом остаётся жива. Майкл решает удочерить малышку и его жизнь обретает смысл. Матильда, как он назвал свою дочь, оказалась очаровательной и весёлой девочкой. Проходит десять лет. Всё было бы замечательно но, неожиданно, политик Джон Ньюланд предъявляет права на Матильду, заявив что он есть её биологический отец. Джон давно наблюдал за Майклом и Матильдой выжидая удобного момента. Девочка нужна ему для карьеры и он готов пройти через унижения и судебный процесс, но только вернуть её себе.

## В ролях
- Стив Мартин — Майкл Маккан
- Элана Остин — Матильда Маккан
- Гэбриэл Бирн — Джон Ньюленд
- Кэтрин О’Хара — Эйприл Сэймон
- Стивен Болдуин — Дэнни Ньюленд
- Лора Линни — Нэнси Ньюленд